# Épieds (Aisne)
Épieds ist eine französische Gemeinde  mit 411 Einwohnern (Stand: 1. Januar 2022) im Département Aisne in der Region Hauts-de-France. Sie gehört zum Arrondissement Château-Thierry, zum Kanton Château-Thierry und zum Gemeindeverband Région de Château-Thierry. Die Einwohner werden Spicariens genannt.

## Geografie
Die Gemeinde Épieds liegt am Flüsschen Ordrimouille, zehn Kilometer nordnordöstlich von Château-Thierry. Umgeben wird Épieds von den Nachbargemeinden Brécy im Nordwesten und Norden, Coincy im Norden, Beuvardes im Nordosten und Osten, Chartèves im Osten und Südosten, Mont-Saint-Père im Südosten, Verdilly im Süden sowie Bézu-Saint-Germain im Westen. Durch den Süden des Gemeindegebietes führt die Autoroute A4 und die Eisenbahn-Hochgeschwindigkeit-Sstrecke LGV Est européenne.

## Bevölkerungsentwicklung
| Jahr                       | 1962 | 1968 | 1975 | 1982 | 1990 | 1999 | 2006 | 2014 | 2021 |
| Einwohner                  | 206  | 192  | 175  | 232  | 332  | 332  | 350  | 384  | 410  |
| Quellen: Cassini und INSEE |      |      |      |      |      |      |      |      |      |

## Sehenswürdigkeiten
- Stiftskirche Saint-Médard, seit 1920 Monument historique
- Schloss Moucheton, seit 1992 Monument historique

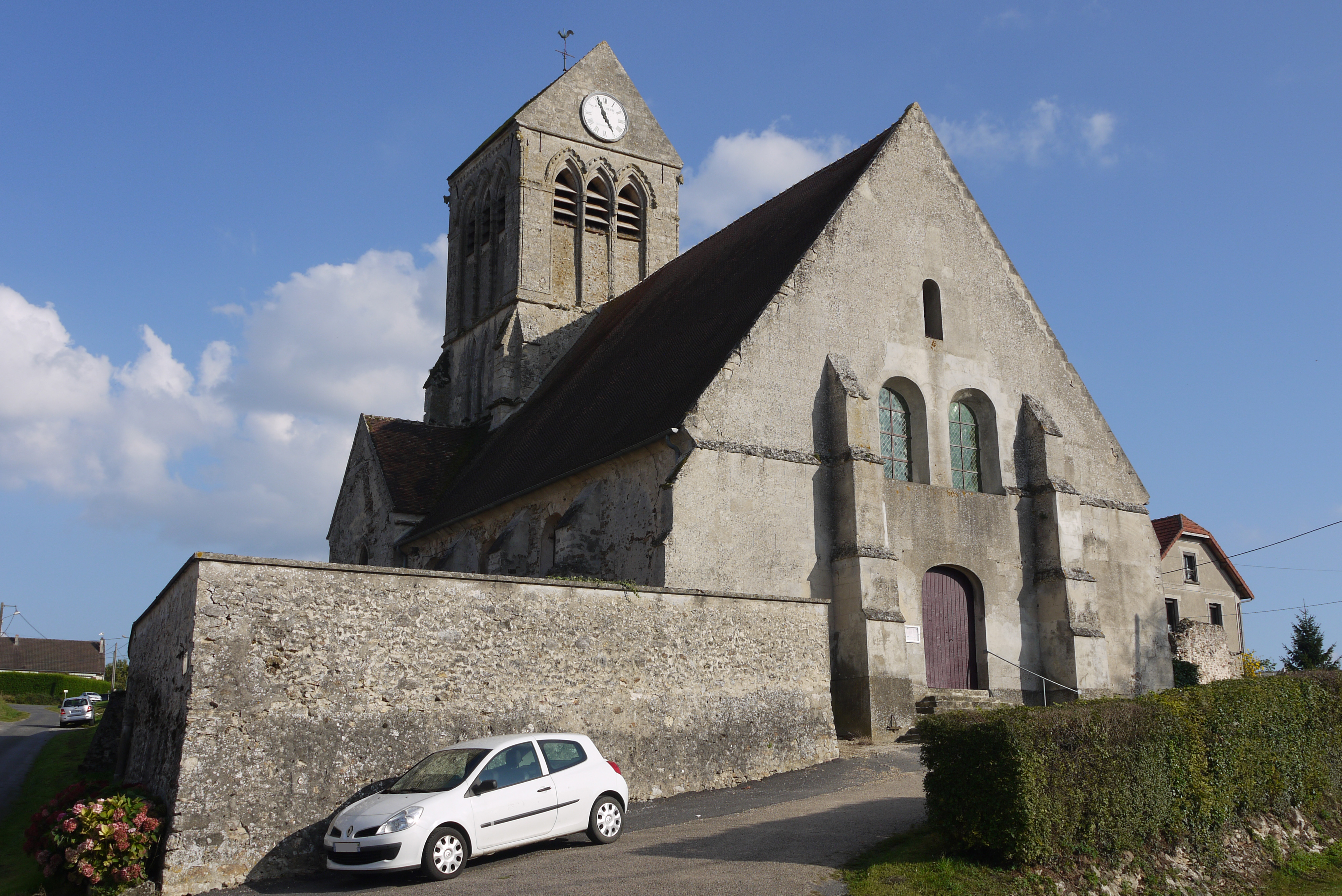
Kirche Saint-Médard
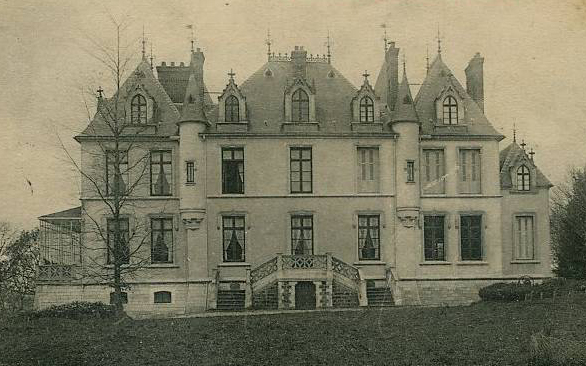
Alte Postkarte des Schlosses Moucheton